# PSA World Series Finals 2016/17
Die 22. PSA World Series Finals der Herren fanden vom 6. bis 10. Juni 2017 in Dubai in den Vereinigten Arabischen Emiraten statt. Austragungsort war die Dubai Opera. Die World Series Finals waren Teil der PSA World Tour 2016/17 und mit 160.000 US-Dollar dotiert. Parallel fanden vor Ort die PSA World Series Finals der Damen 2016/17 statt.

## Qualifikation
Die acht bestplatzierten Spieler der PSA World Series der Saison 2016/17 qualifizierten sich für diesen Wettbewerb. Qualifizierte Spieler sind fett markiert.
| Legende | Legende       | Legende | Legende      |
| ------- | ------------- | ------- | ------------ |
| 10      | Erste Runde   | 15      | Achtelfinale |
| 25      | Viertelfinale | 40      | Halbfinale   |
| 65      | Finale        | 100     | Sieg         |

| PSA World Series 2016/2017 |                    |                 |                |         |               |                         |                 |              |                        |                |
| Pl.                        | Spieler            | Anzahl Turniere | Hong Kong Open | US Open | Qatar Classic | Tournament of Champions | Windy City Open | British Open | El Gouna International | Gesamt- Punkte |
| Pl.                        | Spieler            | Anzahl Turniere | HKG            | USA     | QAT           | USA                     | USA             | ENG          | EGY                    | Gesamt- Punkte |
| 1                          | Karim Abdel Gawad  | 7               | 65             | 40      | 100           | 100                     | 25              | 15           | 65                     | 410            |
| 2                          | Grégory Gaultier   | 6               | 15             | 25      | –             | 65                      | 100             | 100          | 100                    | 405            |
| 3                          | Mohamed Elshorbagy | 7               | 15             | 100     | 65            | 40                      | 25              | 40           | 25                     | 310            |
| 4                          | Marwan Elshorbagy  | 7               | 15             | 25      | 25            | 25                      | 65              | 10           | 40                     | 205            |
| 5                          | Nick Matthew       | 5               | –              | 65      | 40            | 15                      | –               | 65           | 10                     | 195            |
| 6                          | James Willstrop    | 7               | 25             | 40      | 15            | 40                      | 25              | 10           | 15                     | 170            |
| 7                          | Simon Rösner       | 7               | 25             | 15      | 25            | 25                      | 25              | 15           | 25                     | 155            |
| 8                          | Ramy Ashour        | 3               | 100            | –       | –             | –                       | 15              | 40           | –                      | 155            |
| 9                          | Ali Farag          | 6               | 15             | 25      | –             | 15                      | 40              | 25           | 10                     | 130            |
| 10                         | Fares Dessouki     | 6               | 25             | 15      | –             | 15                      | 15              | 10           | 40                     | 120            |
| 11                         | Ryan Cuskelly      | 7               | 40             | 10      | 15            | 15                      | 10              | 10           | 15                     | 115            |
| 12                         | Cameron Pilley     | 7               | 25             | 10      | 25            | 15                      | 10              | 15           | 15                     | 115            |
| 13                         | Mohamed Abouelghar | 7               | 10             | 15      | 10            | 10                      | 15              | 25           | 15                     | 100            |
| 14                         | Max Lee            | 6               | 40             | 15      | 10            | 10                      | 10              | 15           | –                      | 100            |
| 15                         | Paul Coll          | 6               | –              | 15      | 10            | 25                      | 10              | 15           | 25                     | 100            |
| 15                         | Tarek Momen        | 6               | 15             | –       | 15            | 25                      | 10              | 25           | 10                     | 100            |

## Preisgelder und Weltranglistenpunkte
Bei dem Turnier wurden die folgenden Preisgelder für das Erreichen der jeweiligen Runde ausgezahlt. Das Gesamtpreisgeld betrug 160.000 US-Dollar. Weltranglistenpunkte wurden nicht vergeben.
| Runde          | Preisgeld |
| -------------- | --------- |
| Sieg           | 48.000 $  |
| Finale         | 32.000 $  |
| Halbfinale     | 20.000 $  |
| Gruppendritter | 12.000 $  |
| Gruppenvierter | 8.000 $   |

## Finalrunde

### Gruppenphase

#### Gruppe A

##### Tabelle
| Pos. | Setzliste | Spieler           | Spiele | Sätze | Punkte |
| ---- | --------- | ----------------- | ------ | ----- | ------ |
| 1    | 1         | Karim Abdel Gawad | 2:1    | 5:2   | 72:60  |
| 2    | 7         | Simon Rösner      | 2:1    | 5:3   | 79:72  |
| 3    | 4         | Marwan Elshorbagy | 2:1    | 4:4   | 76:76  |
| 4    | 5         | Nick Matthew      | 0:3    | 1:6   | 60:79  |

##### Ergebnisse
| Spieler           | Spieler           | Ergebnis          |
| ----------------- | ----------------- | ----------------- |
| Marwan Elshorbagy | Nick Matthew      | 11:13, 11:8, 11:7 |
| Karim Abdel Gawad | Simon Rösner      | 9:11, 11:8, 7:11  |
| Karim Abdel Gawad | Nick Matthew      | 11:7, 11:6        |
| Marwan Elshorbagy | Simon Rösner      | 11:8, 4:11, 11:6  |
| Nick Matthew      | Simon Rösner      | 11:13, 8:11       |
| Karim Abdel Gawad | Marwan Elshorbagy | 11:7, 12:10       |

#### Gruppe B

##### Tabelle
| Pos. | Setzliste | Spieler            | Spiele | Sätze | Punkte |
| ---- | --------- | ------------------ | ------ | ----- | ------ |
| 1    | 3         | Mohamed Elshorbagy | 3:0    | 6:1   | 74:63  |
| 2    | 6         | James Willstrop    | 2:1    | 4:3   | 66:61  |
| 3    | 8         | Ali Farag          | 1:2    | 4:4   | 77:69  |
| 4    | 2         | Grégory Gaultier   | 0:3    | 0:6   | 42:68  |

##### Ergebnisse
| Spieler            | Spieler            | Ergebnis          |
| ------------------ | ------------------ | ----------------- |
| Mohamed Elshorbagy | James Willstrop    | 11:8, 11:9        |
| Grégory Gaultier   | Ali Farag          | 5:11, 7:11        |
| Grégory Gaultier   | James Willstrop    | 9:11, 4:11        |
| Mohamed Elshorbagy | Ali Farag          | 8:11, 11:8, 12:10 |
| James Willstrop    | Ali Farag          | 4:11, 11:9, 11:6  |
| Grégory Gaultier   | Mohamed Elshorbagy | 10:12, 7:11       |

### Halbfinale
| Spieler            | Spieler         | Ergebnis          |
| ------------------ | --------------- | ----------------- |
| Karim Abdel Gawad  | James Willstrop | 12:14, 6:11       |
| Mohamed Elshorbagy | Simon Rösner    | 9:11, 11:8, 14:12 |

### Finale
| Spieler         | Spieler            | Ergebnis          |
| --------------- | ------------------ | ----------------- |
| James Willstrop | Mohamed Elshorbagy | 10:12, 9:11, 8:11 |